# Essises
Essises es una comuna francesa situada en el departamento de Aisne, de la región de Alta Francia.

## Géografía
Essises está situada en la región de Omois, a 10 km al sur de Château-Thierry.

## Demografía
| 206 | 203 | 177 | 239 | 325 | 370 | 429 | 428 |
| Para los censos de 1962 a 1999 la población legal corresponde a la población sin duplicidades (Fuente: INSEE [Consultar]) |     |     |     |     |     |     |     |